# One Boston Place
One Boston Place, también conocido como Boston Company Building, es una torre de oficinas de 41 pisos ubicada en el distrito financiero de Boston, Massachusetts. Con una altura de 183 metros (m), One Boston Place es el sexto edificio más alto de la ciudad. A pesar de su apariencia simple, One Boston Place se ha convertido en un hito importante de Boston debido a su distintivo refuerzo exterior diagonal y su inusual diseño de "caja" en la azotea. Terminado en 1970, el rascacielos ha sido la sede de varias firmas legales, financieras, inmobiliarias y corporativas. The Bank of New York Mellon es actualmente (julio de 2007) el inquilino principal del edificio.

## Características
Diseñado por el arquitecto Pietro Belluschi y desarrollado por Cabot, Cabot & Forbes, la construcción de One Boston Place comenzó en noviembre de 1967 y los primeros inquilinos ocuparon el edificio en marzo de 1970. Alex Sutelman se ha desempeñado como ingeniero jefe del edificio desde principios de la década de 1980.
One Boston Place tiene una estructura de estructura de acero con un núcleo de mampostería. El edificio contiene dieciocho ascensores de pasajeros y un ascensor de carga, que fueron renovados en 2005. La entrada del vestíbulo cuenta con un sistema de paredes de vidrio plano. El arriostramiento exterior diagonal es característico del expresionismo estructural del movimiento arquitectónico.
En octubre de 2007, One Boston Place fue reconocido por el programa ENERGY STAR de la Agencia de Protección Ambiental de Estados Unidos.
En noviembre de 2008, One Boston Place se convirtió en el primer edificio del mundo en obtener un nivel Gold de certificación a través del estándar de diseño LEED para edificios existentes: operaciones y mantenimiento (LEED EB O&M) del US Green Building Council. Los aspectos más destacados ambientales del edificio incluyen un techo blanco altamente reflectante y un paisaje duro, el uso de vegetación nativa en la plaza del edificio y un fuerte apoyo a los estándares de calidad del aire interior.

## Galería

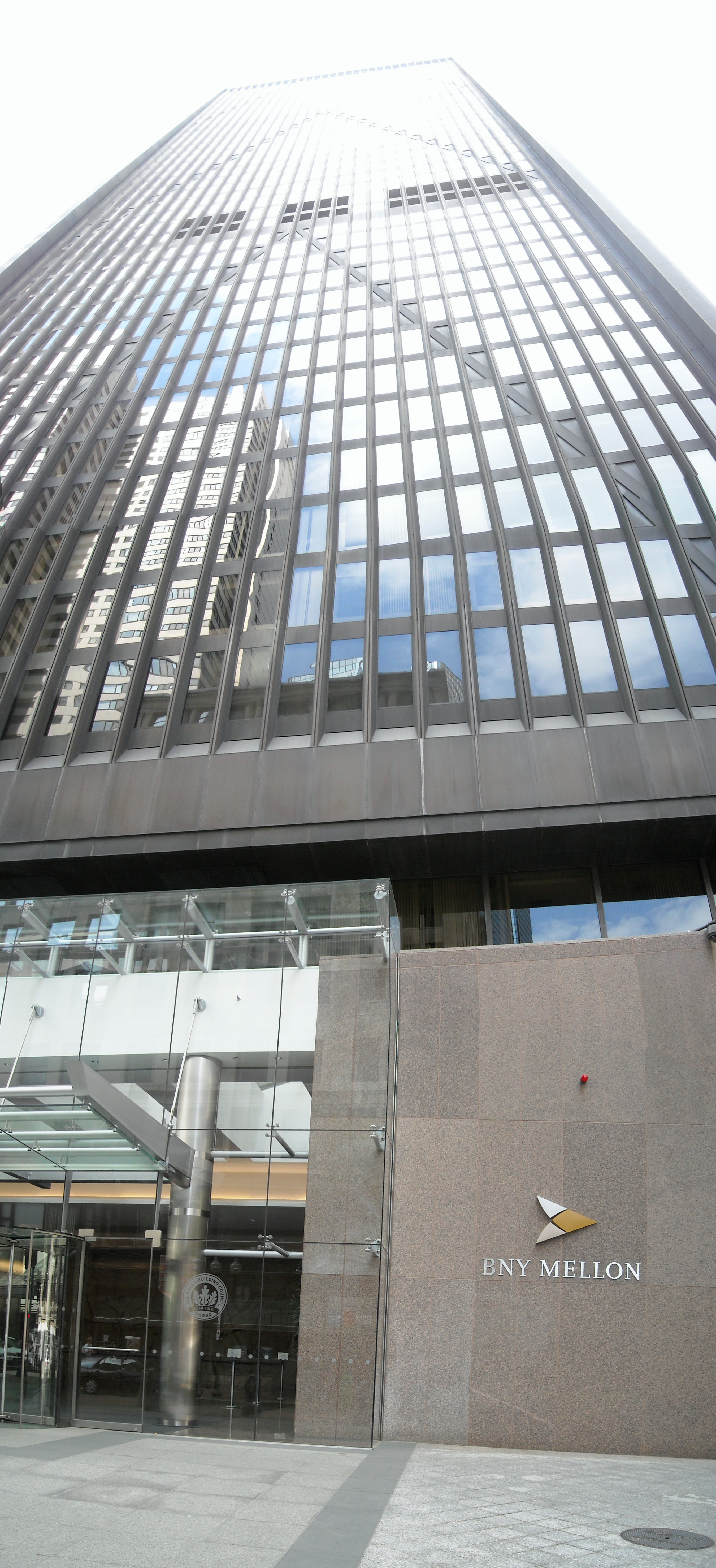
Vista desde la base
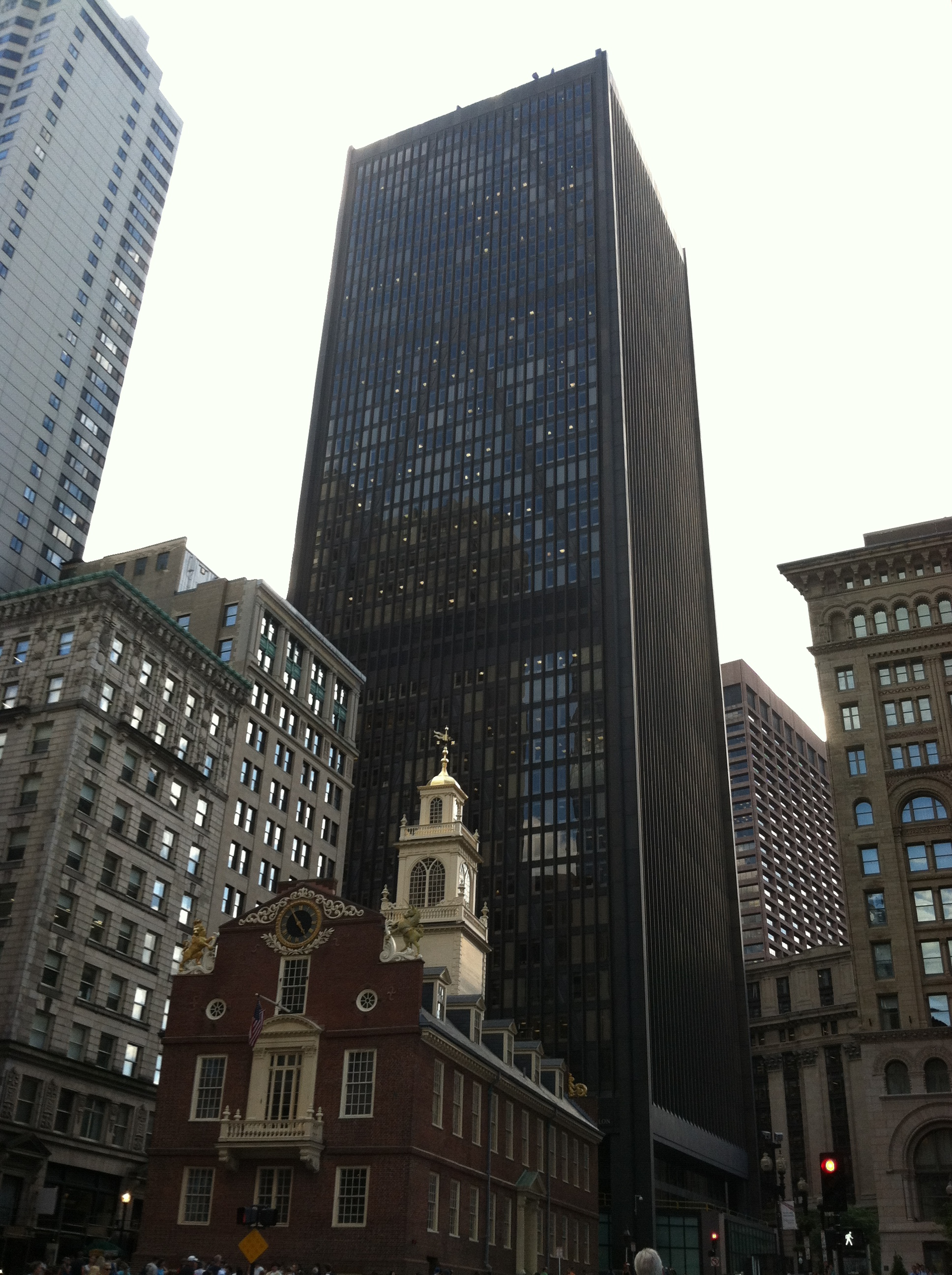
Vista desde State Street